# Saint-Caradec
Saint-Caradec (bretonisch: Sant-Karadeg) ist eine französische Gemeinde mit 1.132 Einwohnern (Stand: 1. Januar 2022) im Département Côtes-d’Armor in der Region Bretagne.

## Geographie
Umgeben wird Saint-Caradec von den sieben Nachbargemeinden:
| Le Quillio   | Saint-Thélo                                 |         |
| Guerlédan    | Kompassrose, die auf Nachbargemeinden zeigt | Trévé   |
| Saint-Connec | Hémonstoir                                  | Loudéac |

## Bevölkerungsentwicklung
| 1962 | 1968 | 1975 | 1982 | 1990 | 1999 | 2008 | 2012 | 2020 |
| 1206 | 1104 | 1119 | 1091 | 1088 | 1144 | 1198 | 1181 | 1119 |

## Sehenswürdigkeiten
Siehe: Liste der Monuments historiques in Saint-Caradec